# Zinovy Reichstein
Zinovy Reichstein (* 1961) ist ein in Russland geborener kanadischer Mathematiker, der sich mit Algebra, Algebraischer Geometrie und Algebraischen Gruppen befasst.

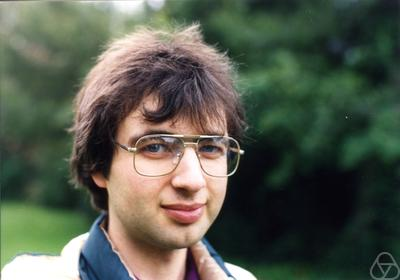
Zinovy Reichstein in Berkeley 1991

Reichstein wurde 1988 bei Michael Artin an der Harvard University promoviert (The Behavior of Stability under Equivariant Maps) Er war an der University of California, Berkeley und ist Professor an der University of British Columbia.
1997 führte er mit Joe Buhler das Konzept der Essential Dimension ein, ursprünglich für Erweiterungen endlicher Körper doch seitdem unter anderem von Reichstein selbst auf andere algebraische Objekte ausgedehnt. Sie geben die minimale Anzahl unabhängiger Parameter an, um das Objekt zu definieren.
2012 wurde er Fellow der American Mathematical Society. 2013 erhielt er den Jeffery-Williams-Preis. 2010 war er „Invited Speaker“ auf dem Internationalen Mathematikerkongress in Hyderabad (Essential Dimension).
Er ist Mitherausgeber der Zeitschrift Transformation Groups.